# Чечера (приток Калауса)
Чечера — река в Александровском и Грачёвском районах Ставропольского края. Устье реки находится в 344 км по правому берегу реки Калаус. Длина реки составляет 19 км, площадь водосборного бассейна 94,4 км².
У истоков Чечеры стоит Село Северное.

## Данные водного реестра
По данным государственного водного реестра России относится к Донскому бассейновому округу, водохозяйственный участок реки — Калаус, речной подбассейн реки — бассейн притоков Дона ниже впадения Северского Донца. Речной бассейн реки — Дон (российская часть бассейна).
Код объекта в государственном водном реестре — 05010500212108200000872.